# Сержпутовский, Осип Адамович
Осип Адамович Сержпутовский (14 (26) марта 1826 — 1900) — русский военный деятель, генерал от кавалерии.

## Биография
Католик. В службу вступил 19 августа 1842. Окончил Михайловское артиллерийское училище; выпущен прапорщиком 14 августа 1847. Участвовал в Венгерской кампании, 6 июля 1849 за боевое отличие произведён в подпоручики. Принимал участие в Крымской войне, в кампаниях 1853 и 1854 годов. В 1854 году был контужен, контузия ядром в голову и в правую часть шеи, 11 марта за боевое отличие произведён в поручики. 
" Пока он [Л. Н. Толстой] служит адъютантом у генерала Адама Осиповича Сержпутовского; сына генерала называет Оськой и готов ему покровительствовать. Этот Оська впоследствии сделал карьеру. Он недолго служил подпоручиком лейб-гвардии конной артиллерии, потом стал флигель-адъютантом, командиром полка, генерал-майором свиты и т. д. Подымался, как легкая, хорошо начиненная порохом ракета... ... Довольно скоро Толстой записывает: «Мне неприятно было узнать сегодня, что Осип Сержпутовский контужен и о нем донесено государю. Зависть… и из-за какой пошлости и к какой дряни!» Это было 6 июля 1854 года."
В 1855 году за боевое отличие произведён в штабс-капитаны (27.08) и награждён золотым оружием.
8 ноября 1856 переименован в подполковники, чиновник для особых поручений VI класса при военном министре (8.05.1859—17.04.1862). Полковник (17.04.1862). Адъютант великого князя Константина Николаевича (26.08.1862—19.02.1864). Участвовал в кампании против польских повстанцев в 1863 году.
Командир 6-го уланского Волынского полка (19.02.1864—27.07.1875). В 1870 году назначен флигель-адъютантом Его Величества. 28 марта 1871 произведён в генерал-майоры, с зачислением в свиту императора. Командир 1-й бригады 5-й кавалерийской дивизии (27.07.1875—3.06.1881). 30 августа 1881 произведён в генерал-лейтенанты и назначен начальником 5-й кавалерийской дивизии. 12 июля 1891 уволен от службы с производством в генералы от кавалерии.
Был холост.

## Награды
- Орден Святой Анны 3-й ст. с мечами (5.11.1849)
- Орден Святого Владимира 4-й ст. с мечами (29.12.1854)
- Золотое оружие «За храбрость» (1855)
- Орден Святого Станислава 2-й ст. (17.04.1860)
- Орден Святой Анны 2-й ст. с мечами и бантом (20.04.1863)
- Императорская корона к ордену Святой Анны 2-й ст. (20.03.1865)
- Орден Святого Владимира 3-й ст. (3.11.1867)
- Орден Святого Станислава 1-й ст. (30.03.1873)
- Орден Святой Анны 1-й ст. (1.01.1878)
- Орден Святого Владимира 2-й ст. (6.05.1884)
- Орден Белого орла (30.08.1887)

Иностранные:
- Командор австрийского ордена Леопольда (18.08.1870)